# Kungsbacka (commune)
Pour les articles homonymes, voir Kungsbacka.
La commune de Kungsbacka est une commune du comté de Halland en Suède. 78 346 personnes y vivaient en 2015. Son siège se trouve dans la ville de Kungsbacka.

## Communes limitrophes
- Göteborg (au nord)
- Mölndal (également au nord)
- Mark (à l'est)
- Varberg (au sud)

## Localités et paroisses
Chiffres de population des paroisses au 31 décembre 2004 (source: commune de Kungsbacka)
- Fjärås : 5 068 habitants
- Frillesås : 2 188 habitants
- Förlanda : 580 habitants
- Gällinge : 706 habitants
- Hanhals : 1 154 habitants
- Idala : 304 habitants
- Kungsbacka (paroisse de) : 9 732 habitants
- Landa : 879 habitants
- Onsala : 12 675 habitants
- Släp (y compris Kullavik et Särö) : 10 809 habitants
- Tölö : 8 683 habitants
- Vallda : 7 315 habitants
- Älvsåker : 3 194 habitants
- Ölmevalla (y compris Åsa) : 5 409 habitants

Note : la ville de Kungsbacka fait partie de la commune mais son territoire ne coïncide pas avec celui de la paroisse de Kungsbacka.

## Monuments et lieux touristiques
- Château de Tjolöholm (Tjolöholms slott en suédois)
- Village de Äskhult (Äskhults by en suédois)

## Jumelage
Šternberk (Tchéquie)